# Arlington (Nebraska)
Arlington – wieś w Stanach Zjednoczonych, w stanie Nebraska, w hrabstwie Washington.